# (523692) 2014 EZ51
(523692) 2014 EZ51 – planetoida z grupy obiektów transneptunowych.

## Odkrycie i nazwa
Obiekt został zaobserwowany 12 marca 2014 roku za pomocą 1,8-metrowego teleskopu Pan-STARRS, jednak do czasu nadania planetoidzie stałego numeru nie było to uznane jako oficjalne ustalenie jej odkrywcy. Informację o odkryciu opublikowano 16 lipca 2016 roku. Później zidentyfikowano go również na zdjęciach z 18 kwietnia 2010 i tę datę jako datę odkrycia podaje Jet Propulsion Laboratory NASA.
Planetoida ta jeszcze nie ma własnej nazwy, a jedynie oznaczenie prowizoryczne i stały numer.

## Orbita
Początkowo IAU Minor Planet Center uznawał obiekt za krążący wokół Słońca w obrębie dysku rozproszonego. Jednak później został on usunięty z listy takich obiektów.
Orbita (523692) 2014 EZ51 jest nachylona pod kątem 10,3° do ekliptyki, a jej mimośród wynosi około 0,229. Na jeden obieg wokół Słońca potrzebuje 373 lata.
W 2016 roku obiekt znajdował się około 56 au od Słońca. W 2118 roku planetoida przejdzie przez swoje peryhelium, w odległości około 40,0 au od Słońca.

## Właściwości fizyczne
Niewiele jak dotąd wiadomo o tym odległym obiekcie. Duża absolutna wielkość gwiazdowa, wynosząca około 3,86m, kwalifikuje go do grupy kandydatów na planety karłowate. Średnica planetoidy (523692) 2014 EZ51 na podstawie jej jasności szacowana jest na około 652 km, co czyni ją jedną z większych odkrytych planetoid transneptunowych.